# Honor Blackman
Honor Blackman (ur. 22 sierpnia 1925 w Londynie, zm. 5 kwietnia 2020 w Lewes) – brytyjska aktorka.
Największą popularność przyniosły jej role ekspertki judo dr Cathy Gale w serialu Rewolwer i melonik oraz dziewczyny Bonda Pussy Galore w Goldfingerze. W wieku 38 lat była najstarszą z aktorek wcielających się w dziewczyny agenta 007.

## Życiorys
Honor Blackman urodziła się w Plaistow, Newham, Londyn. Jej ojciec Fred był statystykiem. Honor studiowała w szkole Ealing Girls w zachodnim Londynie, przeszkolona na aktorkę w Guildhall School of Music and Drama. W dniu swoich urodzin przekonała ojca, że najlepszym prezentem będą lekcje aktorstwa. Pracowała jako asystentka biura.
Honor Blackman zadebiutowała w filmie pt. Fame Is the Spur z 1947. Inne, oprócz Goldfingera, filmy z jej udziałem to m.in.: Konspirator (1949), SOS Titanic (1958), Jazon i Argonauci (1963), Shalako (1968), Coś wielkiego (1971). Zagrała także niewielką rolę w Dzienniku Bridget Jones (2001).
W 1981 r. grała w londyńskim teatrze The Sound Of Music, w 1987 r. w Fortune Theatre. W 2005 r. grała panią Higgins w My Fair Lady. Później grała w Cabaret Theatre w dzielnicy West End w Londynie.
W 1964 r. nagrała z Patrickiem Macnee piosenkę „Kinky Boots”, który stał się hitem. Honor Blackman wydała jeden album muzyczny zatytułowany „Everything I’ve Got”.

## Życie prywatne
Blackman wyszła za mąż dwukrotnie za Billa Sankeya (1946–1956) i brytyjskiego aktora Maurice’a Kaufmana (1961–1975), z którym adoptowała dwoje dzieci Barnaby i Lottie.

## Wybrana filmografia
Filmy:
- Konspirator (1949) jako Joyce
- SOS Titanic (1958) jako Liz Lucas

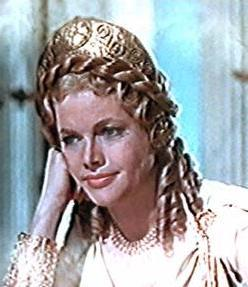
Honor Blackman jako bogini Hera w filmie Jazon i Argonauci (1963)

- Jazon i Argonauci (1963) jako Hera
- Goldfinger (1964) jako Pussy Galore

- Walka o Rzym (1968) jako Amalasunta
- Shalako (1968) jako Lady Julia Daggett
- Lola (1969) jako mamusia
- Strach (1971) jako Helen Lloyd
- Coś wielkiego (1971) jako Mary Anna Morgan
- Córka dla diabła (1976) jako Anna Fountain
- Kot i kanarek (1978) jako Susan Sillsby
- Tajemniczy przeciwnik (1983) jako Rita Vandemeyer
- Pierwsza olimpiada, Ateny 1896 (1984) jako Madam Ursula Schumann
- Głos serca (1989) jako Doris Asterman
- Opowieść o mumii (1998) jako kapitan Shea
- Tropem lwa (1999) jako Joy Adamson
- Dar widzenia (2000) jako Margaret Smith
- Jack i czarodziejska fasola (2001) jako Jules, sekretarka Jacka
- Dziennik Bridget Jones (2001) jako Penny Husbands-Bosworth
- Być jak Stanley Kubrick (2005) jako dama
- Spotkanie rodzinne (2010) jako babcia
- Ja, Anna (2012) jako Joan
- Rabusie kontra zombie (2012) jako Peggy

Seriale TV:
- Święty (1962–1969) jako Pauline Stone (gościnnie, 1962)
- Rewolwer i melonik (1961–1969) jako dr Catherine „Cathy” Gale (w 43 odcinkach z lat 1962–1964)
- Columbo jako Lillian Stanhope (w odc. pt. Sztylet wyobraźni z 1972)
- Doktor Who (1963–1989) jako profesor Lasky (gościnnie, 1986)
- Kusza (1987–1989) jako arystokratka (gościnnie, 1987)
- The Upper Hand (1990–1996) jako Laura West
- Coronation Street (od 1960) jako Rula Romanoff (gościnnie w odc. z 2004)
- Morderstwa w Midsomer (od 1997) jako Isobel Hewitt (gościnnie, 2003)
- Nowe triki (2003–2015) jako Kitty Campbell (gościnnie, 2005)
- Hotel Babylon (2006–2009) jako Constance Evergreen (gościnnie, 2009)
- Na sygnale (od 1986) jako Agatha Kirkpatrick (gościnnie, 2013)